# IMSI
International Mobile Subscriber Identity (IMSI) — международный идентификатор мобильного абонента (индивидуальный номер абонента), ассоциированный с каждым пользователем мобильной связи стандарта GSM, UMTS или CDMA. При регистрации в сети, аппарат абонента передаёт IMSI, по которому и происходит его идентификация. Во избежание перехвата, этот номер посылается через сеть настолько редко (только аутентификация пользователя), насколько это возможно — в тех случаях, когда это возможно, вместо него посылается случайно сгенерированный TMSI.
В системе GSM идентификатор содержится на SIM-карте в элементарном файле (EF), имеющем идентификатор 6F07. Формат хранения IMSI на SIM-карте описан ETSI в спецификации GSM 11.11. Кроме того, IMSI используется любой мобильной сетью, соединенной с другими сетями (в частности с CDMA или EVDO) таким же образом, как и в GSM сетях. Этот номер связан либо непосредственно с телефоном, либо с R-UIM картой (аналогом SIM карты GSM в системе CDMA).
Длина IMSI, как правило, составляет 15 цифр, но может быть короче. Например: 250-07-ХХХХХХХХХХ.
Первые три цифры это MCC (Mobile Country Code, мобильный код страны). В примере 250 — Россия.
За ним следует MNC (Mobile Network Code, код мобильной сети). 07 из примера — СМАРТС. Код мобильной сети может содержать две цифры по европейскому стандарту или три по северо-американскому.
Все последующие цифры — непосредственно идентификатор пользователя MSIN (Mobile Subscriber Identification Number).

## Анализ IMSI
Анализ IMSI — это процесс определения принадлежности абонента к какой-либо сети, а также проверка того, разрешено ли абоненту этой сети пользоваться услугами той сети, в которой он находится.
Если абонент не принадлежит сети, в которой он находится, IMSI идентификатор должен быть транслирован в формат MGT для того, чтобы данные по нему можно было получить из какого-либо удаленного реестра. Стандарт E.214 регламентирует механизм трансляции этого номера в номер, который далее можно будет применить для маршрутизации в международных сетях SS7. В пределах Северной Америки IMSI может быть транслирован непосредственно в номер стандарта E.212 без изменения и может быть направлен напрямую в одну из американских SS7 сетей.
Для CDMA операторов в роуминге первые 4 цифры из (MIN для GSM MSIN) являются IRM (International Roaming MIN), а остальное идентификатор абонента в сети.

## Коды мобильных сетей России
| MNC | MNC                                     | MNC                          | MNC |
| --- | --------------------------------------- | ---------------------------- | --- |
| Код | Оператор                                | Бренд                        | Владелец                                                                                                 |
| 01  | ПАО «Мобильные ТелеСистемы»             | МТС                          | ПАО АФК «Система»                                                                                        |
| 02  | ПАО «МегаФон»                           | Мегафон                      | AF Telecom Group                                                                                         |
| 03  | ЗАО «Нижегородская сотовая связь»       | НСС                          | ПАО «Ростелеком»                                                                                         |
| 05  | ЗАО «Енисейтелеком»                     | ЕТК                          | ПАО «Ростелеком»                                                                                         |
| 06  | ЗАО «Саратовская система сотовой связи» | Скай Линк                    | 50 % ПАО «Ростелеком»                                                                                    |
| 07  | ООО «Твои мобильные технологии»         | Летай                        | ПАО «Таттелеком»                                                                                         |
| 08  | АО «Вайнах Телеком»                     | Вайнах Телеком               | |
| 09  | ЗАО «Скай Линк»                         | Скай Линк                    | 100 % акций принадлежат ПАО «Ростелеком»                                                                 |
| 10  | ЗАО «Донтелеком»                        | DTC                          | MNC не используется                                                                                      |
| 11  | ООО «Скартел»                           | YOTA                         | ПАО «МегаФон»                                                                                            |
| 12  | ЗАО «Байкалвестком»                     | БВК                          | ПАО «Сибирьтелеком»                                                                                      |
| 13  | ЗАО «Кубань-GSM»                        | МТС                          | Выкуплена ПАО «Мобильные ТелеСистемы» и данный MNC не используется                                       |
| 14  | ПАО «МегаФон»                           | МегаФон                      | «Олимпийский код» оператора «МегаФон».                                                                   |
| 15  | ПАО «СМАРТС»                            | СМАРТС-Уфа, СМАРТС-Ульяновск | Основными владельцами являются частные лица                                                              |
| 16  | ООО «Miatel»                            | MIATEL                       | ООО «МиАТел».                                                                                            |
| 17  | ПАО «Уралсвязьинформ»                   | Utel                         | Выкуплена ПАО «Ростелеком» и данный MNC не используется                                                  |
| 20  | ООО «Т2 РТК холдинг»                    | Tele2                        | ПАО «Ростелеком»                                                                                         |
| 23  | Мобиком                                 | Мобиком                      | Не используется                                                                                          |
| 27  | ООО «Твои мобильные технологии»         | Летай                        | ПАО «Таттелеком»                                                                                         |
| 28  | ПАО «Вымпел-Коммуникации»               | Билайн                       | Не используется                                                                                          |
| 35  | ООО «Екатеринбург-2000»                 | МОТИВ                        | Нет данных                                                                                               |
| 38  | ПАО «Ростелеком»                        | Тамбов-GSM                   | Выкуплена ПАО «Ростелеком» у ПАО «ЦентрТелеком»                                                          |
| 39  | ПАО «Уралсвязьинформ»                   | Utel                         | Выкуплена ПАО «Ростелеком» и используется как базовый код сети                                           |
| 42  | OJSC «Multiregional TransitTelecom»     | MTT Россия                   | |
| 48  | ООО «Глобал Телеком»                    | V-Tell                       | V-Tell Group                                                                                             |
| 51  | ООО «Центр 2М»                          | Центр 2М                     | ООО «Центр 2М»                                                                                           |
| 62  | ООО «Тинькофф Мобайл»                   | Tinkoff                      | АО «Тинькофф Банк»                                                                                       |
| 99  | ПАО «Вымпел-Коммуникации»               | Билайн                       | 43,9 % голосующих акций у компании «Альфа-Групп», 35,42 % — у Telenor, ещё 20,69 % в свободном обращении |